# Guglielmo di Nassau-Hilchenbach

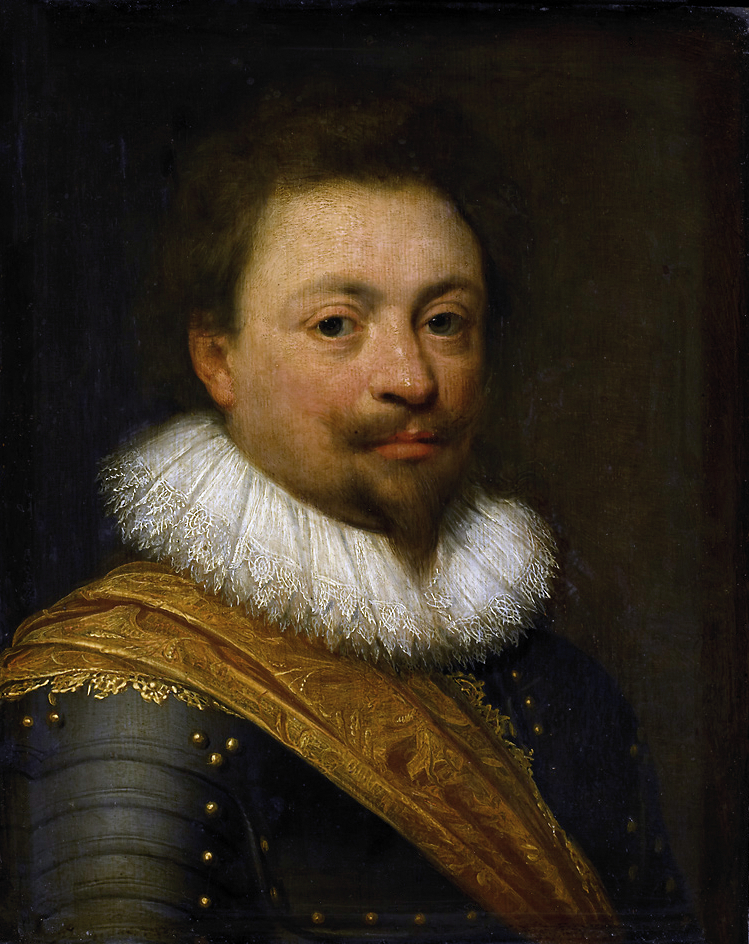
Guglielmo di Nassau-Siegen in Hilchenbach

Conte Guglielmo di Nassau-Siegen in Hilchenbach (Dillenburg, 13 agosto 1592 – Rheinberg, 18 luglio 1642) è stato conte di Nassau-Siegen in Hilchenbach.

## Biografia
Guglielmo era il quarto figlio di Giovanni VII di Nassau-Siegen (1561–1623) e di sua moglie, la contessa Maddalena di Waldeck (1558–1599).
Guglielmo fu allevato nella fede protestante e studiò ad Heidelberg e Sedan. Dopo la morte del fratello maggiore Adolfo, nel 1608, passò al secondo posto nella linea di successione. Di conseguenza, alla morte del padre, nel 1623, ereditò il castello di Ginsburg, Hilchenbach e altre località, diventando il fondatore e unico rappresentante della linea di Nassau-Siegen a Hilchenbach. Guglielmo visse dapprima a Ginsburg e successivamente, dal 1623, a Hilchenbach; la locale torre dell'acqua fu battezzata con il suo nome, Wilhelmsburg.
Come molti altri membri della sua famiglia, fu coinvolto nella Rivolta dei pezzenti, nonché nella Guerra di Gradisca (1617) contro gli Asburgo e la Spagna cattolica, ottenendo il titolo di Maresciallo. Si distinse in particolare nelle campagne del 1629 e 1632 e divenne governatore di Heusden e Sluis. Durante un tentato attacco ad Anversa, subì una disastrosa sconfitta nella Battaglia di Kallo (1638), nella quale perse il suo unico figlio maschio, il diciassettene Maurizio. All'assedio di Gennep, nel 1641, riportò una seria ferita all'addome in conseguenza della quale morì un anno dopo. Fu seppellito a Heusden.
Sposò Cristina, figlia di Giorgio III di Erbach-Breuberg, dalla quale ebbe una sola figlia, Guglielmina Cristina (bat. 10 giugno 1629 – 22 gennaio 1707), la quale sposò il conte Giosia II di Waldeck-Wildungen.

## Ascendenza
|                                         |                                         |                                         | Genitori                                                            |  |  | Nonni |  |  | Bisnonni                                |  |  | Trisnonni                              |  |
|                                         |                                         |                                         |                                                                     |  |  |       |  |  | Guglielmo I, conte di Nassau-Dillenburg |  |  | Giovanni V, conte di Nassau-Dillenburg |  |
|                                         |                                         |                                         |                                                                     |  |  |       |  |  | Guglielmo I, conte di Nassau-Dillenburg |  |  | Giovanni V, conte di Nassau-Dillenburg |  |
|                                         |                                         | Elisabetta d'Assia-Marburg              |                                                                     |  |  |       |  |  | Guglielmo I, conte di Nassau-Dillenburg |  |  |                                        |  |
| Giovanni VI, conte di Nassau-Dillenburg |                                         |                                         |                                                                     |  |  |       |  |  | Guglielmo I, conte di Nassau-Dillenburg |  |  |                                        |  |
|                                         |                                         | Giuliana di Stolberg-Wernigerode        | Bodo VIII, conte di Stolberg-Wernigerode                            |  |  |       |  |  |                                         |  |  |                                        |  |
|                                         |                                         | Giuliana di Stolberg-Wernigerode        | Bodo VIII, conte di Stolberg-Wernigerode                            |  |  |       |  |  |                                         |  |  |                                        |  |
|                                         |                                         | Giuliana di Stolberg-Wernigerode        | Anna di Eppstein-Königstein                                         |  |  |       |  |  |                                         |  |  |                                        |  |
| Giovanni VII, conte di Nassau-Siegen    |                                         | Giuliana di Stolberg-Wernigerode        |                                                                     |  |  |       |  |  |                                         |  |  |                                        |  |
|                                         |                                         | Giorgio III, langravio di Leuchtenberg  | Giovanni IV, langravio di Leuchtenberg                              |  |  |       |  |  |                                         |  |  |                                        |  |
|                                         |                                         | Giorgio III, langravio di Leuchtenberg  | Giovanni IV, langravio di Leuchtenberg                              |  |  |       |  |  |                                         |  |  |                                        |  |
|                                         |                                         | Giorgio III, langravio di Leuchtenberg  | Margherita di Schwarzburg-Blankenburg                               |  |  |       |  |  |                                         |  |  |                                        |  |
| Elisabetta di Leuchtenberg              |                                         | Giorgio III, langravio di Leuchtenberg  |                                                                     |  |  |       |  |  |                                         |  |  |                                        |  |
|                                         |                                         | Barbara di Brandeburgo-Ansbach-Kulmbach | Federico I, margravio di Brandeburgo-Ansbach e Brandeburgo-Kulmbach |  |  |       |  |  |                                         |  |  |                                        |  |
|                                         |                                         | Barbara di Brandeburgo-Ansbach-Kulmbach | Federico I, margravio di Brandeburgo-Ansbach e Brandeburgo-Kulmbach |  |  |       |  |  |                                         |  |  |                                        |  |
|                                         |                                         | Barbara di Brandeburgo-Ansbach-Kulmbach | Sofia di Polonia                                                    |  |  |       |  |  |                                         |  |  |                                        |  |
| Guglielmo, conte di Nassau-Hilchenbach  |                                         | Barbara di Brandeburgo-Ansbach-Kulmbach |                                                                     |  |  |       |  |  |                                         |  |  |                                        |  |
|                                         | Enrico VIII, conte di Waldeck-Wildungen | Filippo I, conte di Waldeck-Waldeck     |                                                                     |  |  |       |  |  |                                         |  |  |                                        |  |
|                                         | Enrico VIII, conte di Waldeck-Wildungen | Filippo I, conte di Waldeck-Waldeck     |                                                                     |  |  |       |  |  |                                         |  |  |                                        |  |
|                                         | Enrico VIII, conte di Waldeck-Wildungen | Giovanna di Nassau-Dillenburg           |                                                                     |  |  |       |  |  |                                         |  |  |                                        |  |
| Filippo IV, conte di Waldeck-Wildungen  | Enrico VIII, conte di Waldeck-Wildungen |                                         |                                                                     |  |  |       |  |  |                                         |  |  |                                        |  |
|                                         |                                         | Anastasia di Runkel                     | Guglielmo II, signore di Runkel                                     |  |  |       |  |  |                                         |  |  |                                        |  |
|                                         |                                         | Anastasia di Runkel                     | Guglielmo II, signore di Runkel                                     |  |  |       |  |  |                                         |  |  |                                        |  |
|                                         |                                         | Anastasia di Runkel                     | Ermengarda di Rollingen                                             |  |  |       |  |  |                                         |  |  |                                        |  |
| Maddalena di Waldeck-Wildungen          |                                         | Anastasia di Runkel                     |                                                                     |  |  |       |  |  |                                         |  |  |                                        |  |
|                                         |                                         | Salentin VI, conte di Isenburg-Neumagen | Gerlach II, conte di Isenburg-Grenzau                               |  |  |       |  |  |                                         |  |  |                                        |  |
|                                         |                                         | Salentin VI, conte di Isenburg-Neumagen | Gerlach II, conte di Isenburg-Grenzau                               |  |  |       |  |  |                                         |  |  |                                        |  |
|                                         |                                         | Salentin VI, conte di Isenburg-Neumagen | Ildegarda di Sirck                                                  |  |  |       |  |  |                                         |  |  |                                        |  |
| Jutta di Isenburg-Neumagen              |                                         | Salentin VI, conte di Isenburg-Neumagen |                                                                     |  |  |       |  |  |                                         |  |  |                                        |  |
|                                         |                                         | Elisabetta di Hunolstein                | Heinrich, signore di Hunolstein                                     |  |  |       |  |  |                                         |  |  |                                        |  |
|                                         |                                         | Elisabetta di Hunolstein                | Heinrich, signore di Hunolstein                                     |  |  |       |  |  |                                         |  |  |                                        |  |
|                                         |                                         | Elisabetta di Hunolstein                | Elisabetta di Bolchen                                               |  |  |       |  |  |                                         |  |  |                                        |  |
|                                         |                                         | Elisabetta di Hunolstein                |                                                                     |  |  |       |  |  |                                         |  |  |                                        |  |